# Bad Homburg Open 2022
Bad Homburg Open 2022 là một giải quần vợt nữ chuyên nghiệp thi đấu trên mặt sân cỏ ngoài trời tại TC Bad Homburg ở Bad Homburg, Đức, từ ngày 19 đến ngày 25 tháng 6 năm 2022. Đây là lần thứ 2 giải Bad Homburg Open được tổ chức và là một phần của WTA 250 trong WTA Tour 2022.

## Điểm và tiền thưởng

### Phân phối điểm
| Sự kiện | VĐ  | CK  | BK  | TK | Vòng 1/16 | Vòng 1/32 | Q  | Q2 | Q1 |
| Đơn nữ  | 280 | 180 | 110 | 60 | 30        | 1         | 18 | 12 | 1  |
| Đôi nữ  | 280 | 180 | 110 | 60 | 1         | —         | —  | —  | —  |

## Nội dung đơn WTA

### Hạt giống
| Quốc gia | Tay vợt              | Xếp hạng1 | Hạt giống |
| -------- | -------------------- | --------- | --------- |
|          | Daria Kasatkina      | 12        | 1         |
| SUI      | Belinda Bencic       | 17        | 2         |
| GER      | Angelique Kerber     | 18        | 3         |
| ROU      | Simona Halep         | 20        | 4         |
|          | Veronika Kudermetova | 24        | 5         |
| USA      | Amanda Anisimova     | 25        | 6         |
| ITA      | Martina Trevisan     | 28        | 7         |
|          | Liudmila Samsonova   | 29        | 8         |
| FRA      | Alizé Cornet         | 34        | 9         |

- 1 Bảng xếp hạng vào ngày 13 tháng 6 năm 2022.[3]

### Vận động viên khác
Đặc cách:
- Sabine Lisicki[4]
- Tatjana Maria
- Jule Niemeier

Vượt qua vòng loại:
- Anastasia Gasanova
- Yuliya Hatouka
- Kamilla Rakhimova
- Katie Swan

Thua cuộc may mắn:
- Misaki Doi
- Tamara Korpatsch

### Rút lui
Trước giải đấu
- Ekaterina Alexandrova → thay thế bởi  Caroline Garcia
- Victoria Azarenka → thay thế bởi  Claire Liu
- Belinda Bencic → thay thế bởi  Tamara Korpatsch
- Veronika Kudermetova → thay thế bởi  Misaki Doi
- Aryna Sabalenka → thay thế bởi  Greet Minnen

## Nội dung đôi WTA

### Hạt giống
| Quốc gia | Tay vợt           | Quốc gia | Tay vợt          | Xếp hạng1 | Hạt giống |
| -------- | ----------------- | -------- | ---------------- | --------- | --------- |
| JPN      | Eri Hozumi        | JPN      | Makoto Ninomiya  | 79        | 1         |
| POL      | Alicja Rosolska   | NZL      | Erin Routliffe   | 80        | 2         |
| UKR      | Nadiia Kichenok   | ROU      | Raluca Olaru     | 102       | 3         |
| USA      | Kaitlyn Christian |          | Lidziya Marozava | 116       | 4         |

- 1 Bảng xếp hạng vào ngày 13 tháng 6 năm 2022.

### Vận động viên khác
Đặc cách:
- Sloane Stephens /  Katie Swan

Thay thế:
- Alena Fomina-Klotz /  Anastasia Gasanova

### Rút lui
- Natela Dzalamidze /  Kamilla Rakhimova → thay thế bởi  Julia Lohoff /  Kamilla Rakhimova
- Han Xinyun /  Alexandra Panova → thay thế bởi  Han Xinyun /  Renata Voráčová
- Rosalie van der Hoek /  Alison Van Uytvanck → thay thế bởi  Alena Fomina-Klotz /  Anastasia Gasanova

## Nhà vô địch

### Đơn
- Caroline Garcia đánh bại  Bianca Andreescu 6–7(5–7), 6–4, 6–4

### Đôi
- Eri Hozumi /  Makoto Ninomiya đánh bại  Alicja Rosolska /  Erin Routliffe 6–4, 6–7(5–7), [10–5]